# Muntenii de Sus
Muntenii de Sus is een Roemeense gemeente in het district Vaslui.
Muntenii de Sus telt 3909 inwoners.